# آرتور جورمان
آرتور کارول جورمان (لهستانی: Artur Karol Dziurman؛ ‏ زادهٔ ۳۱ مه ۱۹۶۴) بازیگر، صداپیشه، کارگردان نمایش و کارگردان فیلم اهل لهستان است. وی دانش‌آموختهٔ آکادمی ملی هنرهای نمایشی آ.س.ت. در کراکوف است.
از فیلم‌ها یا مجموعه‌های تلویزیونی که وی در آن‌ها نقش داشته‌است، می‌توان به مادام کاملیا، بدنامی، لجن‌زار، تاج پادشاهان، کمیسر آلکس، هتل ۵۲، دوران افتخار، پدر متیو، درخت سحرآمیز، موج جرم و جنایت، پرستار کودک، کارآگاهان جنایی، ع چون عشق، در خوشی و سختی، طایفه، مرگ همچون یک تکه نان، ژنرال نیل، خدایان و ماری کوری: جسارت دانش اشاره نمود.